# Departamento de Chile Chico
El Departamento de Chile Chico fue uno de los cuatro que incorporaron la Provincia de Aysén. Fue creado el 27 de agosto de 1959 tras el decreto DFL N° 13.375 a partir del Departamento de Aysén, su cabecera o capital fue la ciudad de Chile Chico. El departamento fue suprimido el 27 de agosto de 1970 y dividido en los departamentos de General Carrera y Baker por el decreto DFL N° 17.324. Actualmente Chile Chico ocuparía el territorio de las provincias de Capitán Prat y General Carrera.

## Historia
Chile Chico nació tras la división del departamento de Aysén teniendo como ciudad principal la de Chile Chico, el departamento duro 11 años hasta que en agosto de 1970 fue dividido entre los departamentos de General Carrera y Baker.

## Administración
El departamento se correspondía por 2 comunas siendo las de General Carrera (actual Chile Chico) y Baker hasta su disolución en 1970.
| Municipalidades | Subdelegaciones |
| --------------- | --------------- |
| General Carrera | General Carrera |
| Baker           | Baker           |